# Araneus viridiventris
Araneus viridiventris es una especie de araña del género Araneus, tribu Araneini, familia Araneidae. Fue descrita científicamente por Yaginuma en 1969.
Se distribuye por China, Japón, India, Sri Lanka y Tailandia. La especie se mantiene activa durante todos los meses del año excepto en diciembre.